# Kimera (cantante)
Kimera (Corea del Sur, 10 de enero de 1954) es una cantante de pópera (fusión de pop y ópera), un estilo creado por ella. Pertenece a la dinastía de los SimIa. Su carrera musical comenzó en Europa, siendo mayormente conocida en Francia y España. Su primer álbum musical, lanzado en el año 1985, lleva por título The Lost Opera.

## Biografía
Su nombre real es Kim Hong-Hee. Reside habitualmente en España, donde ha vivido junto a su esposo Raymond Nakachián, que falleció el 16 de junio de 2014 a los 82 años a los pocos meses de que se le diagnosticara una enfermedad. Fruto de su matrimonio tiene una hija llamada Mélodie (nacida el 4 de enero de 1982 y que fue víctima de un sonado secuestro el 9 de noviembre de 1987 que duró varios días) y un hijo llamado Amir, nacido en 1984.

## Discografía
- The Lost Opera (1984, Kimera).
- Operathèque * The Lost Opera * Double CD (1984, Meloam publishing)
- Operatique: The Lost Opera (1985, Ariola)
- Opera Express (1985)
- Marching Forever (1986)
- Madre (1988, Meloam Publishing)
- Kimera Sings Christmas (1990, Kimera)
- Femme Sauvage (1990, Meloam Publishing)
- Classic All Star (1993)
- With Love, Caruso (2008, Meloam Publishing)